# Lluís Pellicer i Coma
Lluís Pellicer i Coma (Solsona, 29 de setembre de 1931 - Màlaga, 15 de maig de 2018) fou un futbolista català de la dècada de 1950.

## Trajectòria

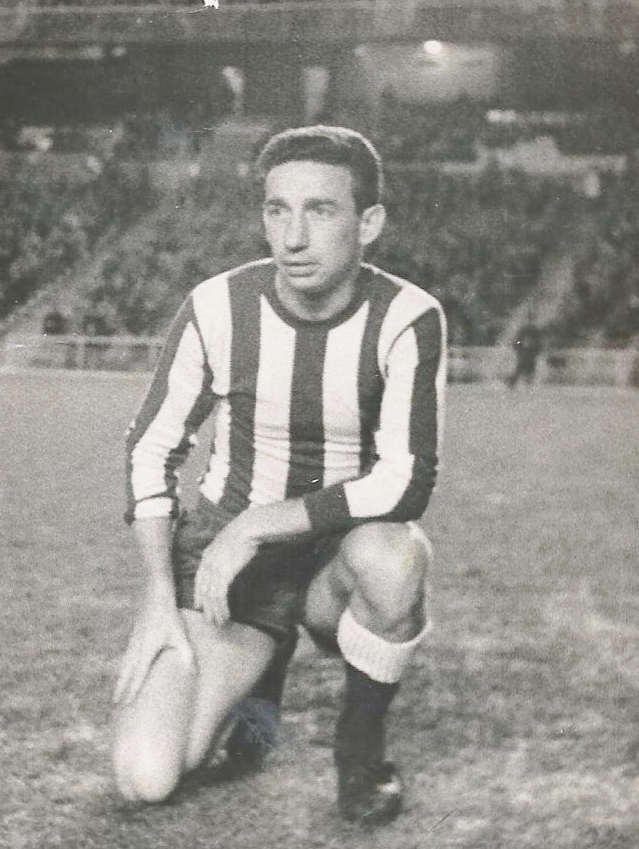
Pellicer al Málaga CF.

Jugava de mig i defensa. Començà la seva trajectòria al CF Solsona. Passà a l'equip amateur del Futbol Club Barcelona, club amb el qual es proclamà campió d'Espanya. L'any 1950 fitxà per la Unió Esportiva Lleida, on jugà durant cinc temporades, una d'elles a primera divisió. Fitxà per l'Hèrcules CF la temporada 1955-56 amb qui baixà de primera a segona divisió, essent cedit a final de temporada a la Balompédica Linense. Tot seguit milità quatre temporades en l'Sporting de Gijón, assolint un ascens a primera divisió i un descens a segona. Acabà la seva carrera al CD Málaga durant dues temporades, amb un ascens a primera, i una temporada al Melilla CF.